# Alquerubim
Alquerubim is een plaats (freguesia) in de Portugese gemeente Albergaria-a-Velha en telt 2 390 inwoners (2001).